# Лауреаты Премии Правительства Российской Федерации в области образования (2022)
 Лауреаты Премии Правительства Российской Федерации в области образования 2022 года — перечень награждённых правительственной наградой Российской Федерации, присужденной за достижения в образовательной деятельности.
Лауреаты определены Постановлением Правительства РФ от 20.09.2022 № 2709-р на основании предложения Межведомственного совета по присуждению премий Правительства в области образования.

## О Премии
Постановлением Правительства Российской Федерации от 26 августа 2004 года № 440 «О премиях Правительства Российской Федерации в области образования» в целях развития педагогической науки, инновационных процессов в образовательной практике, создания эффективных технологий обучения учреждены 20 ежегодных премий Правительства Российской Федерации в области образования в размере 1 млн рублей каждая.

## Лауреаты и другая информация
1. Каляеву Игорю Анатольевичу, академику Российской академии наук, научному руководителю направления федерального государственного автономного образовательного учреждения высшего образования «Южный федеральный университет», Курейчику Владимиру Викторовичу, заведующему кафедрой Института компьютерных технологий и информационной безопасности, профессорам, Веселову Геннадию Евгеньевичу, директору Института компьютерных технологий и информационной безопасности, докторам технических наук, Кухаренко Анатолию Павловичу, заместителю директора по качеству Научно-исследовательского института многопроцессорных вычислительных систем имени академика А. В. Каляева, кандидату технических наук, доцентам, — работникам того же учреждения; Левину Илье Израилевичу, директору общества с ограниченной ответственностью «НИЦ супер-ЭВМ и нейрокомпьютеров», доктору технических наук, профессору, — за комплексную научно-методическую разработку «[[Создание учебно-научно-производственной среды многоуровневой подготовки практико-ориентированных кадров в области многопроцессорных вычислительных и управляющих систем с реконфигурируемой архитектурой для высокотехнологичных отраслей российской промышленности]]».
2. Масягиной Наталье Васильевне, ректору государственного автономного образовательного учреждения высшего образования города Москвы «Московский государственный университет спорта и туризма», доктору педагогических наук, доценту, Вульфу Андрею Юрьевичу, директору Центра развития человеческого потенциала в спорте, туризме и креативных индустрий, Начинской Светлане Васильевне, ведущему научному сотруднику отдела, доктору экономических наук, профессору, — работникам того же учреждения; Зайнетдинову Марату Валерьевичу, директору государственного бюджетного учреждения города Москвы «Спортивная школа олимпийского резерва N 46» Департамента спорта города Москвы, кандидату педагогических наук, — за научно-практическую разработку «[[Педагогическая система профессиональной переподготовки и повышения квалификации кадров физкультурно-спортивной отрасли Российской Федерации]]».
3. Ткаченко Александру Евгеньевичу, главному специалисту по общим вопросам Санкт-Петербургского государственного автономного учреждения здравоохранения «Хоспис (детский)»; Кагану Анатолию Владимировичу, директору по медицинскому и стратегическому развитию, врачу — детскому хирургу отделения Санкт-Петербургского государственного бюджетного учреждения здравоохранения «Детский городской многопрофильный клинический специализированный центр высоких медицинских технологий», доктору медицинских наук, доценту; Леоновой Ирине Александровне, заведующей лабораторией Института перинатологии и педиатрии федерального государственного бюджетного учреждения «Национальный медицинский исследовательский центр имени В. А. Алмазова» Министерства здравоохранения Российской Федерации, кандидату медицинских наук, доценту; Семеновой Елене Владимировне, декану педиатрического факультета учебной части федерального государственного бюджетного образовательного учреждения высшего образования «Первый Санкт-Петербургский государственный медицинский университет имени академика И. П. Павлова» Министерства здравоохранения Российской Федерации, доценту, Симаходскому Анатолию Семеновичу, заведующему кафедрой того же учреждения, профессору, докторам медицинских наук, — за научно-практическую разработку "Внедрение современной методологии преподавания путем разработки и издания дополнительной научной, учебной и методической литературы по специальности «Педиатрия».
4. Трутню Виктору Павловичу, профессору кафедры федерального государственного бюджетного образовательного учреждения высшего образования «Московский государственный медико-стоматологический университет имени А. И. Евдокимова» Министерства здравоохранения Российской Федерации, доценту, Лежневу Дмитрию Анатольевичу, заведующему кафедрой того же учреждения, профессору, докторам медицинских наук; Серовой Наталье Сергеевне, члену-корреспонденту Российской академии наук, профессору кафедры Института клинической медицины имени Н. В. Склифосовского федерального государственного автономного образовательного учреждения высшего образования Первый Московский государственный медицинский университет имени И. М. Сеченова Министерства здравоохранения Российской Федерации (Сеченовский Университет), доктору медицинских наук, профессору; Аржанцеву Андрею Павловичу, заведующему отделением — врачу-рентгенологу рентгенологического отделения федерального государственного бюджетного учреждения Национальный медицинский исследовательский центр «Центральный научно-исследовательский институт стоматологии и челюстно-лицевой хирургии» Министерства здравоохранения Российской Федерации, доктору медицинских наук, профессору; Дергилеву Александру Петровичу, заведующему отделением — врачу-рентгенологу рентгеновского отделения диагностического центра частного учреждения здравоохранения «Клиническая больница „РЖД-Медицина“ города Новосибирск», доктору медицинских наук, профессору, — за комплекс научно-практических исследований и разработок для системы додипломного и дополнительного профессионального образования «Инновационные и традиционные образовательные технологии преподавания лучевой диагностики в стоматологии и челюстно-лицевой хирургии».
5. Проценко Денису Николаевичу, директору государственного бюджетного учреждения здравоохранения города Москвы «Московский многопрофильный клинический центр „Коммунарка“ Департамента здравоохранения города Москвы», доктору медицинских наук, доценту; Шабунину Алексею Васильевичу, академику Российской академии наук, главному врачу государственного бюджетного учреждения здравоохранения города Москвы Городская клиническая больница имени С. П. Боткина Департамента здравоохранения города Москвы, Багателия Зурабу Антоновичу, заместителю главного врача по медицинской части, докторам медицинских наук, профессорам, Логвинову Юрию Ивановичу, заведующему Учебно-аккредитационным центром — Медицинским симуляционным центром Боткинской больницы, — работникам того же учреждения; Аметову Александру Сергеевичу, заведующему кафедрой федерального государственного бюджетного образовательного учреждения дополнительного профессионального образования «Российская медицинская академия непрерывного профессионального образования» Министерства здравоохранения Российской Федерации, доктору медицинских наук, профессору, — за первое национальное руководство по симуляционному обучению «Симуляционное обучение. Руководство».
6. Гельфонд Анне Лазаревне, академику Российской академии архитектуры и строительных наук, заведующей кафедрой федерального государственного бюджетного образовательного учреждения высшего образования «Нижегородский государственный архитектурно-строительный университет», доктору архитектуры, профессору, — за учебник «Архитектурное проектирование общественных зданий».
7. Мацкевичу Игорю Михайловичу, профессору кафедры федерального государственного бюджетного образовательного учреждения высшего образования «Московский государственный юридический университет имени О. Е. Кутафина (МГЮА)», доктору юридических наук, профессору; Волобуеву Николаю Анатольевичу, заместителю генерального директора Государственной корпорации по содействию разработке, производству и экспорту высокотехнологичной промышленной продукции «Ростех», кандидату юридических наук; Грошеву Игорю Васильевичу, главному научному консультанту отдела акционерного общества «Центральный научно-исследовательский институт машиностроения», доктору экономических наук, доктору психологических наук, профессору; Логинову Евгению Леонидовичу, начальнику экспертно-аналитической службы федерального государственного бюджетного учреждения «Ситуационно-аналитический центр Минэнерго России», доктору экономических наук; Эриашвили Нодари Дарчоевичу, профессору кафедры федерального государственного казенного образовательного учреждения высшего образования «Московский университет Министерства внутренних дел Российской Федерации имени В. Я. Кикотя», доктору экономических наук, кандидату исторических наук, кандидату юридических наук, профессору, — за научно-практическую инновационную разработку «Подготовка и переподготовка кадров для высокотехнологичных производств ОПК».
8. Гриняеву Сергею Николаевичу, декану факультета федерального государственного автономного образовательного учреждения высшего образования «Российский государственный университет нефти и газа (национальный исследовательский университет) имени И. М. Губкина», доктору технических наук, Самарину Илье Вадимовичу, директору центра безопасности того же учреждения, кандидату технических наук, доценту; Пушкину Александру Александровичу, техническому директору акционерного общества «Перспективный мониторинг»; Зязину Андрею Валентиновичу, военнослужащему войсковой части 11928, кандидату физико-математических наук, Тимакову Алексею Анатольевичу, военнослужащему той же войсковой части, кандидату технических наук, доцентам, — за научно-практическую разработку «Технология обучения мониторингу компьютерных атак и реагированию на компьютерные инциденты».